# Puchar Narodów Afryki 2012
Puchar Narodów Afryki 2012 – 28. edycja turnieju o mistrzostwo Afryki w piłce nożnej, która odbyła się na boiskach Gabonu i Gwinei Równikowej.
Oficjalną maskotką PNA 2012 był goryl o imieniu Gaguie (nazwa pochodzi od pierwszych sylab państw-organizatorów). Maskotkę przedstawiono 16 września 2011 w Libreville.
Oficjalną piłką mistrzostw był produkt firmy Adidas o nazwie Comoequa. Nazwa została zainspirowana dwoma słowami: rzeką Como, przepływającej przez państwa gospodarzy oraz equator – w języku angielskim termin geograficzny „równik” – przebiegający przez Afrykę, w tym przez oba państwa organizujące turniej

## Organizacja
Decyzja o organizacji Pucharu Narodów Afryki 2012 została ogłoszona przez CAF w dniu 29 września 2006. Po raz pierwszy w historii CAF decyzja dotycząca organizacji trzech kolejnych mistrzostw zapadła tego samego dnia.
W wyborze gospodarza oferty Mozambiku, Namibii oraz Senegalu zostały odrzucone.
W procesie wyłaniania gospodarza udział brały oferty:
- Angola (→ PNA 2010)
- Gabon /  Gwinea Równikowa
- Libia (→ PNA 2013)[a]
- Nigeria (kandydatura rezerwowa)

Ostatecznie gospodarzem zostały Gabon i Gwinea Równikowa.

## Uczestnicy
W mistrzostwach uczestniczy 16 drużyn. Dwie reprezentacje krajów-organizatorów miały automatycznie zapewniony udział w turnieju. Dalszych 14 ekip wyłoniono w trakcie kwalifikacji.

### Zakwalifikowane drużyny

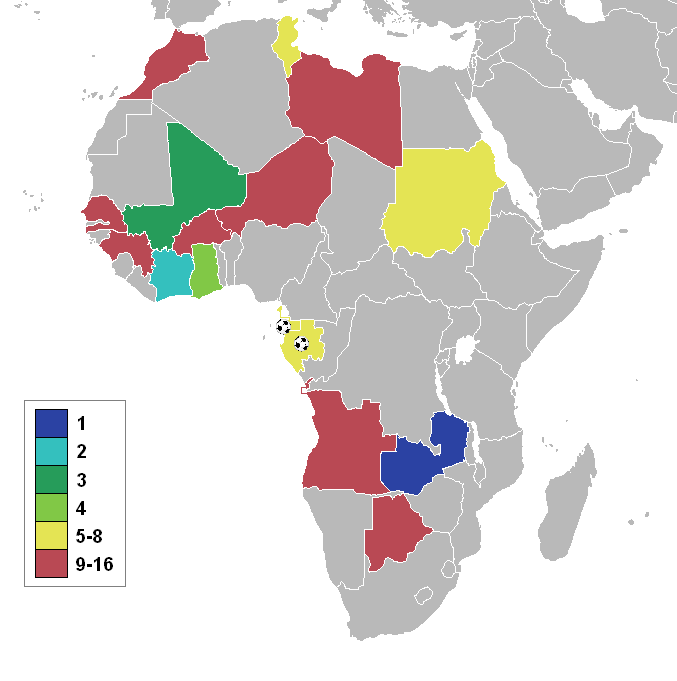

| Drużyna                  | Grupa kwalifikacyjna   | Liczba występów dotychczas | Najlepszy wynik                      | Ostatni występ |
| ------------------------ | ---------------------- | -------------------------- | ------------------------------------ | -------------- |
| Gabon                    | Gospodarz              | 4                          | Ćwierćfinał (1996)                   | 2010           |
| Gwinea Równikowa         | Gospodarz              | debiutant                  | debiutant                            | debiutant      |
| Mali                     | Grupa A                | 6                          | 2 miejsce (1972)                     | 2010           |
| Gwinea                   | Grupa B                | 9                          | 2 miejsce (1976)                     | 2008           |
| Zambia                   | Grupa C                | 14                         | 2 miejsce (1974, 1994)               | 2010           |
| Maroko                   | Grupa D                | 13                         | Mistrzostwo (1976)                   | 2010           |
| Senegal                  | Grupa E                | 11                         | 2 miejsce (2002)                     | 2008           |
| Burkina Faso             | Grupa F                | 7                          | 4 miejsce (1998)                     | 2010           |
| Niger                    | Grupa G                | debiutant                  | debiutant                            | debiutant      |
| Wybrzeże Kości Słoniowej | Grupa H                | 18                         | Mistrzostwo (1992)                   | 2010           |
| Ghana                    | Grupa I                | 17                         | Mistrzostwo (1963, 1965, 1978, 1982) | 2010           |
| Angola                   | Grupa J                | 5                          | Ćwierćfinał (2008, 2010)             | 2010           |
| Botswana                 | Grupa K (1. miejsce)   | debiutant                  | debiutant                            | debiutant      |
| Tunezja                  | Grupa K (2. miejsce)   | 14                         | Mistrzostwo (2004)                   | 2010           |
| Sudan                    | Najlepsza z 2. miejsca | 7                          | Mistrzostwo (1970)                   | 2008           |
| Libia                    | Kolejna z 2. miejsca   | 2                          | 2 miejsce (1982)                     | 2006           |

## Stadiony
| Bata, Gwinea Równikowa   | Malabo Bata Libreville Franceville | Libreville, Gabon    |
| Estadio de Bata          | Malabo Bata Libreville Franceville | Stade d'Angondjé     |
| Pojemność: 37,500        | Malabo Bata Libreville Franceville | Pojemność: 40,000    |
|                          | Malabo Bata Libreville Franceville |                      |
| Malabo, Gwinea Równikowa | Malabo Bata Libreville Franceville | Franceville, Gabon   |
| Nuevo Estadio de Malabo  | Malabo Bata Libreville Franceville | Stade de Franceville |
| Pojemność: 15,250        | Malabo Bata Libreville Franceville | Pojemność: 35,000    |
|                          | Malabo Bata Libreville Franceville |                      |

## Losowanie
Losowanie grup odbyło się 29 października 2011 roku w Sipopo Conference Palace w Malabo (Gwinea Równikowa). Dokonali go prezydenci państw organizujących mistrzostw - Ali Bongo Ondimba - prezydent Gabonu i Teodoro Obiang Nguema - prezydent Gwinei Równikowej. 16 drużyn podzielono na 4 grupy po 4 zespoły. Drużyny gospodarzy zostały przydzielone automatycznie do pierwszego koszyka, a pozostałe 14 drużyn przydzielono na podstawie osiągnięć z ostatnich trzech edycji turnieju według schematu.
| Faza turnieju                  | Punkty |
| ------------------------------ | ------ |
| Zwycięzca                      | 7      |
| Finalista                      | 5      |
| Przegrany półfinału            | 3      |
| Przegrany ćwierćfinału         | 2      |
| Wyeliminowany w fazie grupowej | 1      |
| Brak kwalifikacji              | 0      |

Dodatkowo uzyskane punkty były mnożone:
- punkty zdobyte w 2010 roku razy 3.
- punkty zdobyte w 2008 roku razy 2.
- punkty zdobyte w 2006 roku razy 1.

Tym sposobem wyłoniono następujący podział na koszyki:
| Koszyk 1 | Koszyk 2                                                      | Koszyk 3                                                         | Koszyk 4                                                   |
| --- | ------------------------------------------------------------- | ---------------------------------------------------------------- | ---------------------------------------------------------- |
| Gwinea Równikowa (przydzielony do gr. A) Gabon (przydzielony do gr. C) Ghana (22 pkt) Wybrzeże Kości Słoniowej (17 pkt) | Angola (11 pkt) Tunezja (9 pkt) Zambia (9 pkt) Gwinea (6 pkt) | Mali (5 pkt) Senegal (5 pkt) Maroko (3 pkt) Burkina Faso (3 pkt) | Sudan (2 pkt) Libia (1 pkt) Botswana (0 pkt) Niger (0 pkt) |

## Sędziowie
Na turniej powołano 18 sędziów głównych i 21 sędziów asystentów.

### Sędziowie główni
- Mohamed Benouza
- Djamel Haimoudi
- Gehad Grisha
- Eric Otogo-Castane
- Bakary Gassama
- Alioum Néant
- Hamada Nampiandraza
- Koman Coulibaly
- Ali Lemghaifry
- Rajindraparsad Seechurn
- Bouchaib El Ahrach
- Daniel Bennett
- Badara Diatta
- Eddy Maillet
- Khalid Abdel Rahman
- Slim Jedidi
- Doué Noumandiez
- Janny Sikazwe

### Sędziowie asystenci
- Albdelhak Etchiali
- Jean-Claude Birumushahu
- Angesom Ogbamariam
- Théophile Vinga
- Aboubacar Doumbouya
- Evariste Mekouandé
- Yanoussa Moussa
- Marwa Range
- Richard Bouende-Malonga
- Moffat Champiti
- Balla Diarra
- Balkrishna Bootun
- Redouane Achik
- David Shaanika
- Peter Edibe
- Zakhele Siwela
- Félicien Kabanda
- Djibril Camara
- Jason Damoo
- Yéo Songuifolo
- Bechir Hassani

## Faza grupowa
Źródło:

### Grupa A
| Drużyna          | Pkt | M | Z | R | P | Br+ | Br- | +/- |
| ---------------- | --- | - | - | - | - | --- | --- | --- |
| Zambia           | 7   | 3 | 2 | 1 | 0 | 5   | 3   | +2  |
| Gwinea Równikowa | 6   | 3 | 2 | 0 | 1 | 3   | 2   | +1  |
| Libia            | 4   | 3 | 1 | 1 | 1 | 4   | 4   | 0   |
| Senegal          | 0   | 3 | 0 | 0 | 3 | 3   | 6   | -3  |

| 21 stycznia 2012 19:30 | Gwinea Równikowa · Balboa 86' | 1:0(0:0)Raport | Libia | Estadio de Bata, Bata Widzów: 37 500 Sędzia: Doué Noumandiez |
|                        |                               |                |       |                                                              |

| 21 stycznia 2012 22:00 | Senegal · N’Doye 74' | 1:2(0:2)Raport | Zambia · 12' Mayuka · 21' Kalaba | Estadio de Bata, Bata Widzów: 36 000 Sędzia: Néant Alioum |
|                        |                      |                |                                  |                                                           |

| 25 stycznia 2012 18:15* | Libia · Osman 5', 47' | 2:2(1:1)Raport | Zambia · 29' Mayuka · 54' C. Katongo | Estadio de Bata, Bata Widzów: 1 500 Sędzia: Koman Coulibaly |
|                         |                       |                |                                      |                                                             |

* Spotkanie planowo miało rozpocząć się o godzinie 17:00. Z powodu ulewnego deszczu, rozpoczęcie meczu przesunięto na późniejszą godzinę.
| 25 stycznia 2012 21:15* | Gwinea Równikowa · Randy 62' · Kily 90+4' | 2:1(0:0)Raport | Senegal · 90' Sow | Estadio de Bata, Bata Widzów: 35 000 Sędzia: Khalid Abdel Rahman |
|                         |                                           |                |                   |                                                                  |

* Spotkanie planowo miało rozpocząć się o godzinie 20:00. Z powodu ulewnego deszczu, rozpoczęcie meczu przesunięto na późniejszą godzinę.
| 29 stycznia 2012 19:00 | Gwinea Równikowa | 0:1(0:0) | Zambia · 68' C. Katongo | Nuevo Estadio de Malabo, Malabo Widzów: 44 000 Sędzia: Mohamed Benouza |
|                        |                  |          |                         |                                                                        |

| 29 stycznia 2012 19:00 | Libia · Boussefi 5', 84' | 2:1(1:1)Raport | Senegal · 11' N’Diaye | Estadio de Bata, Bata Widzów: 10 000 Sędzia: Rajindraparsad Seechurn |
|                        |                          |                |                       |                                                                      |

### Grupa B
| Drużyna      | Pkt | M | Z | R | P | Br+ | Br- | +/- |
| ------------ | --- | - | - | - | - | --- | --- | --- |
| WKS          | 9   | 3 | 3 | 0 | 0 | 5   | 0   | +5  |
| Sudan        | 4   | 3 | 1 | 1 | 1 | 4   | 4   | 0   |
| Angola       | 4   | 3 | 1 | 1 | 1 | 4   | 5   | -1  |
| Burkina Faso | 0   | 3 | 0 | 0 | 3 | 2   | 6   | -4  |

| 22 stycznia 2012 17:00 | Wybrzeże Kości Słoniowej · Drogba 39' | 1:0(1:0)Raport | Sudan | Nuevo Estadio de Malabo, Malabo Widzów: 5 000 Sędzia: Rajindraparsad Seechurn |
|                        |                                       |                |       |                                                                               |

| 22 stycznia 2012 20:00 | Burkina Faso · A. Traoré 57' | 1:2(0:0)Raport | Angola · 47' Mateus · 68' Manucho | Nuevo Estadio de Malabo, Malabo Widzów: 17 000 Sędzia: Mohamed Benouza |
|                        |                              |                |                                   |                                                                        |

| 26 stycznia 2012 17:00 | Sudan · Bashir 33', 74' | 2:2(1:1)Raport | Angola · 5', 50' (k) Manucho | Nuevo Estadio de Malabo, Malabo Widzów: 2 500 Sędzia: Ali Lemghaifry |
|                        |                         |                |                              |                                                                      |

| 26 stycznia 2012 20:00 | Wybrzeże Kości Słoniowej · Kalou 16' · B. Koné 82' (sam.) | 2:0(1:0)Raport | Burkina Faso | Nuevo Estadio de Malabo, Malabo Widzów: 4 000 Sędzia: Gehad Grisha |
|                        |                                                           |                |              |                                                                    |

| 30 stycznia 2012 19:00 | Sudan · Tahir 33', 80' | 2:1(1:0)Raport | Burkina Faso · 90+7' Ouédraogo | Estadio de Bata, Bata Widzów: 132 Sędzia: Eric Otogo-Castane |
|                        |                        |                |                                |                                                              |

| 30 stycznia 2012 19:00 | Wybrzeże Kości Słoniowej · Eboué 33' · Bony 66' | 2:0(1:0)Raport | Angola | Nuevo Estadio de Malabo, Malabo Widzów: 1 500 Sędzia: Slim Jedidi |
|                        |                                                 |                |        |                                                                   |

### Grupa C
| Drużyna | Pkt | M | Z | R | P | Br+ | Br- | +/- |
| ------- | --- | - | - | - | - | --- | --- | --- |
| Gabon   | 9   | 3 | 3 | 0 | 0 | 6   | 2   | +4  |
| Tunezja | 6   | 3 | 2 | 0 | 1 | 4   | 3   | +1  |
| Maroko  | 3   | 3 | 1 | 0 | 2 | 4   | 5   | -1  |
| Niger   | 0   | 3 | 0 | 0 | 3 | 1   | 5   | -4  |

| 23 stycznia 2012 17:00 | Gabon · Aubameyang 30' · N'Guéma 45' | 2:0(2:0)Raport | Niger | Stade d'Angondjé, Libreville Widzów: 38 000 Sędzia: Eddy Maillet |
|                        |                                      |                |       |                                                                  |

| 23 stycznia 2012 20:00 | Maroko · Kharja 86' | 1:2(0:1)Raport | Tunezja · 36' Korbi · 76' Msakni | Stade d'Angondjé, Libreville Widzów: 18 000 Sędzia: Daniel Bennett |
|                        |                     |                |                                  |                                                                    |

| 27 stycznia 2012 17:00 | Niger · N’Gounou 8' | 1:2(1:1)Raport | Tunezja · 3' Msakni · 89' Jemâa | Stade d'Angondjé, Libreville Widzów: 20 000 Sędzia: Janny Sikazwe |
|                        |                     |                |                                 |                                                                   |

| 27 stycznia 2012 20:00 | Gabon · Aubameyang 78' · Cousin 80' · Mbanangoyé 90+7' | 3:2(0:1)Raport | Maroko · 25', 90+2' Kharja | Stade d'Angondjé, Libreville Widzów: 35 000 Sędzia: Bakary Gassama |
|                        |                                                        |                |                            |                                                                    |

| 31 stycznia 2012 19:00 | Gabon · Aubameyang 65' | 1:0(0:0)Raport | Tunezja | Stade de Franceville, Franceville Widzów: 22 000 Sędzia: Doué Noumandiez |
|                        |                        |                |         |                                                                          |

| 31 stycznia 2012 19:00 | Niger | 0:1(0:0)Raport | Maroko · 79' Belhanda | Stade d'Angondjé, Libreville Widzów: 4 000 Sędzia: Hamada Nampiandraza |
|                        |       |                |                       |                                                                        |

### Grupa D
| Drużyna  | Pkt | M | Z | R | P | Br+ | Br- | +/- |
| -------- | --- | - | - | - | - | --- | --- | --- |
| Ghana    | 7   | 3 | 2 | 1 | 0 | 4   | 1   | +3  |
| Mali     | 6   | 3 | 2 | 0 | 1 | 3   | 3   | 0   |
| Gwinea   | 4   | 3 | 1 | 1 | 1 | 7   | 3   | +4  |
| Botswana | 0   | 3 | 0 | 0 | 3 | 2   | 9   | -7  |

| 24 stycznia 2012 17:00 | Ghana · John Mensah 25' | 1:0(1:0)Raport | Botswana | Stade de Franceville, Franceville Widzów: 5 000 Sędzia: Badara Diatta |
|                        |                         |                |          |                                                                       |

| 24 stycznia 2012 20:00 | Mali · B. Traoré 30' | 1:0(1:0)Raport | Gwinea | Stade de Franceville, Franceville Widzów: 10 000 Sędzia: Slim Jedidi |
|                        |                      |                |        |                                                                      |

| 28 stycznia 2012 17:00 | Botswana · Selolwane 22' (k) | 1:6(1:4)Raport | Gwinea · 13', 27' S. Diallo · 42' A.R. Camara · 45' Traoré · 82' M. Bah · 85' Soumah | Stade de Franceville, Franceville Widzów: 4 000 Sędzia: Al Ahrach Bouchaib |
|                        |                              |                |                                                                                      |                                                                            |

| 28 stycznia 2012 20:00 | Ghana · Gyan 63' · A. Ayew 74' | 2:0(0:0)Raport | Mali | Stade de Franceville, Franceville Widzów: 7 000 Sędzia: Djamel Haimoudi |
|                        |                                |                |      |                                                                         |

| 1 lutego 2012 19:00 | Botswana · Ngele 50' | 1:2(0:0)Raport | Mali · 56' Dembélé · 75' S. Keita | Stade d'Angondjé, Libreville Widzów: 20 000 Sędzia: Khalid Abdel Rahman |
|                     |                      |                |                                   |                                                                         |

| 1 lutego 2012 19:00 | Ghana · Agyemang-Badu 28' | 1:1(1:1)Raport | Gwinea · 45+2' A.R. Camara | Stade de Franceville, Franceville Widzów: 5 500 Sędzia: Daniel Bennett |
|                     |                           |                |                            |                                                                        |

## Faza pucharowa
|  |                                              |                  |                                         |                                  |       |               |                                         |                                            |                                            |                                            |                   |       |       |
|  | Ćwierćfinały                                 | Ćwierćfinały     | Ćwierćfinały                            |                                  |       | Półfinały     | Półfinały                               | Półfinały                                  |                                            |                                            | Finał             | Finał | Finał |
|  | Ćwierćfinały                                 | Ćwierćfinały     | Ćwierćfinały                            |                                  |       | Półfinały     | Półfinały                               | Półfinały                                  |                                            |                                            | Finał             | Finał | Finał |
|  | 04.02.12 – Bata, Estadio de Bata             |                  |                                         |                                  |       |               |                                         |                                            |                                            |                                            |                   |       |       |
|  |                                              |                  |                                         |                                  |       |               |                                         |                                            |                                            |                                            |                   |       |       |
|  | Zambia                                       | Zambia           | 3                                       |                                  |       |               |                                         |                                            |                                            |                                            |                   |       |       |
|  | Zambia                                       | Zambia           | 3                                       | 08.02.12 – Bata, Estadio de Bata |       |               |                                         |                                            |                                            |                                            |                   |       |       |
|  | Sudan                                        | Sudan            | 0                                       |                                  |       |               |                                         |                                            |                                            |                                            |                   |       |       |
|  | Sudan                                        | Sudan            | 0                                       |                                  |       | Zambia        | Zambia                                  | 1                                          |                                            |                                            |                   |       |       |
|  | 05.02.12 – Franceville, Stade de Franceville |                  |                                         |                                  |       | Zambia        | Zambia                                  | 1                                          |                                            |                                            |                   |       |       |
|  |                                              |                  | Ghana                                   | Ghana                            | 0     |               |                                         |                                            |                                            |                                            |                   |       |       |
|  | Ghana (dogr.)                                | Ghana (dogr.)    | Ghana                                   | Ghana                            | 0     | 2             |                                         |                                            |                                            |                                            |                   |       |       |
|  | Ghana (dogr.)                                | Ghana (dogr.)    |                                         |                                  |       | 2             | 12.02.12 – Libreville, Stade d'Angondjé |                                            |                                            |                                            |                   |       |       |
|  | Tunezja                                      | Tunezja          | 1                                       |                                  |       |               |                                         |                                            |                                            |                                            |                   |       |       |
|  | Tunezja                                      | Tunezja          | 1                                       |                                  |       | Zambia (kar.) | Zambia (kar.)                           | 0 (8)                                      |                                            |                                            |                   |       |       |
|  | 05.02.12 – Libreville, Stade d'Angondjé      |                  |                                         |                                  |       | Zambia (kar.) | Zambia (kar.)                           | 0 (8)                                      |                                            |                                            |                   |       |       |
|  |                                              |                  | WKS                                     | WKS                              | 0 (7) |               |                                         |                                            |                                            |                                            |                   |       |       |
|  | Gabon                                        | Gabon            | WKS                                     | WKS                              | 0 (7) | 1 (4)         |                                         |                                            |                                            |                                            |                   |       |       |
|  | Gabon                                        | Gabon            | 08.02.12 – Libreville, Stade d'Angondjé |                                  |       | 1 (4)         |                                         |                                            |                                            |                                            |                   |       |       |
|  | Mali (kar.)                                  | Mali (kar.)      | 1 (5)                                   |                                  |       |               |                                         |                                            |                                            |                                            |                   |       |       |
|  | Mali (kar.)                                  | Mali (kar.)      | 1 (5)                                   |                                  |       | Mali          | Mali                                    | 0                                          | Mecz o 3. miejsce                          | Mecz o 3. miejsce                          | Mecz o 3. miejsce |       |       |
|  | 04.02.12 – Malabo, Nuevo Estadio de Malabo   |                  |                                         |                                  |       | Mali          | Mali                                    | 0                                          | Mecz o 3. miejsce                          | Mecz o 3. miejsce                          | Mecz o 3. miejsce |       |       |
|  |                                              |                  | WKS                                     | WKS                              | 1     |               |                                         | 11.02.12 – Malabo, Nuevo Estadio de Malabo | 11.02.12 – Malabo, Nuevo Estadio de Malabo | 11.02.12 – Malabo, Nuevo Estadio de Malabo |                   |       |       |
|  | WKS                                          | WKS              | WKS                                     | WKS                              | 1     | 3             |                                         | 11.02.12 – Malabo, Nuevo Estadio de Malabo | 11.02.12 – Malabo, Nuevo Estadio de Malabo | 11.02.12 – Malabo, Nuevo Estadio de Malabo |                   |       |       |
|  | WKS                                          | WKS              |                                         |                                  |       |               |                                         | Ghana                                      | Ghana                                      | 0                                          |                   |       |       |
|  | Gwinea Równikowa                             | Gwinea Równikowa | 0                                       |                                  |       |               |                                         |                                            | Ghana                                      | 0                                          |                   |       |       |
|  | Gwinea Równikowa                             | Gwinea Równikowa | 0                                       |                                  |       |               |                                         | Mali                                       | Mali                                       | 2                                          |                   |       |       |
|  |                                              |                  |                                         |                                  |       |               |                                         |                                            | Mali                                       | 2                                          |                   |       |       |

### Ćwierćfinały
| 4 lutego 2012 17:00 | Zambia · Sunzu 15' · C. Katongo 66' · Chamanga 86' | 3:0(1:0)Raport | Sudan | Estadio de Bata, Bata Widzów: 200 Sędzia: Bakary Gassama |
|                     |                                                    |                |       |                                                          |

| 4 lutego 2012 20:00 | Wybrzeże Kości Słoniowej · Drogba 36', 70' · Y. Touré 82' | 3:0(1:0)Raport | Gwinea Równikowa | Nuevo Estadio de Malabo, Malabo Widzów: 12 500 Sędzia: Eddy Maillet |
|                     |                                                           |                |                  |                                                                     |

| 5 lutego 2012 17:00                           | Gabon · Mouloungui 55' | 1:1 (dogr.) k. 4:5(0:0), (1:1)Raport           | Mali · 84' Diabaté | Stade d'Angondjé, Libreville Widzów: 30 000 Sędzia: Djamel Haimoudi |
|                                               |                        |                                                |                    |                                                                     |
|                                               |                        | Rzuty karne                                    |                    |                                                                     |
| Poko · Zita · Mouloungui · Aubameyang · Manga |                        | Diabaté · Yatabaré · Kanté · B. Traoré · Keita |                    |                                                                     |

| 5 lutego 2012 20:00 | Ghana · Joh. Mensah 10' · A. Ayew 102' | 2:1 (dogr.)(1:1), (1:1)Raport | Tunezja · 42' Khelifa | Stade de Franceville, Franceville Widzów: 8 000 Sędzia: Néant Alioum |
|                     |                                        |                               |                       |                                                                      |

### Półfinały
| 8 lutego 2012 17:00 | Zambia · Mayuka 77' | 1:0(0:0)Raport | Ghana | Estadio de Bata, Bata Widzów: 12 000 Sędzia: Mohamed Benouza |
|                     |                     |                |       |                                                              |

| 8 lutego 2012 20:00 | Mali | 0:1(0:1)Raport | Wybrzeże Kości Słoniowej · 45' Gervinho | Stade d'Angondjé, Libreville Widzów: 32 000 Sędzia: Daniel Bennett |
|                     |      |                |                                         |                                                                    |

### Mecz o 3. miejsce
| 11 lutego 2012 20:00 | Ghana | 0:2(0:1) | Mali · 23', 80' Diabaté | Nuevo Estadio de Malabo, Malabo Widzów: 15 000 Sędzia: Gehad Grisha |
|                      |       |          |                         |                                                                     |

### Finał
| 12 lutego 2012 20:30*                                                                 | Zambia | 0:0 (dogr.) k. 8:7(0:0), (0:0)Raport                                            | Wybrzeże Kości Słoniowej | Stade d'Angondjé, Libreville Widzów: 40 000 Sędzia: Diatta Badara |
|                                                                                       |        |                                                                                 |                          |                                                                   |
|                                                                                       |        | Rzuty karne                                                                     |                          |                                                                   |
| C. Katongo · Mayuka · Chansa · F. Katongo · Mweene · Sinkala · Lungu · Kalaba · Sunzu |        | Tioté · Bony · Bamba · Gradel · Drogba · Tiéné · Ya Konan · K. Touré · Gervinho |                          |                                                                   |

* Spotkanie planowo miało rozpocząć się o godzinie 20:00. Organizatorzy rozpoczęcie meczu przesunęli na późniejszą godzinę z powodów „technicznych i logistycznych”.

## Klasyfikacja końcowa
| Lp. | Reprezentacja            |
| --- | ------------------------ |
| 1.  | Zambia                   |
| 2.  | Wybrzeże Kości Słoniowej |
| 3.  | Mali                     |
| 4.  | Ghana                    |
| 5.  | Gabon                    |
| 6.  | Tunezja                  |
| 7.  | Gwinea Równikowa         |
| 8.  | Sudan                    |
| 9.  | Gwinea                   |
| 10. | Libia                    |
| 11. | Angola                   |
| 12  | Maroko                   |
| 13. | Senegal                  |
| 14. | Burkina Faso             |
| 15. | Niger                    |
| 16. | Botswana                 |

### Nagrody
- Zawodnik turnieju:  Chris Katongo
- Król strzelców:  Emmanuel Mayuka
- Zawodnik Fair play:  Jean-Jacques Gosso
- Zespół Fair play:  Wybrzeże Kości Słoniowej

#### Jedenastka turnieju
|  | Bramkarz - Kennedy Mweene Obrońcy - Jean-Jacques Gosso - Stophira Sunzu - John Mensah - Adama Tamboura Pomocnicy - Emmanuel Mayuka - Yaya Touré - Gervinho - Seydou Keita Napastnicy - Chris Katongo - Didier Drogba | Zmiany - Boubacar Barry - Rui Da Gracia - Youssef Msakni - Manucho Gonçalves - Pierre-Emerick Aubameyang - Sadio Diallo - Cheick Diabaté - Éric Mouloungui - Houssine Kharja - Mudathir El Tahir - Rainford Kalaba - Kwadwo Asamoah |

### Strzelcy
3 gole

- Manucho Gonçalves
- Pierre-Emerick Aubameyang
- Cheick Diabaté
- Houssine Kharja
- Didier Drogba
- Chris Katongo
- Emmanuel Mayuka

2 gole

- André Ayew
- John Mensah
- Abdoul Camara
- Sadio Diallo
- Ahmed Saad Osman
- Ihaab Boussefi
- Mohamed Ahmed Bashir
- Mudathir El Tahir
- Youssef Msakni

1 gol

- Mateus
- Mogakolodi Ngele
- Dipsy Selolwane
- Issiaka Ouédraogo
- Alain Traoré
- Bruno Mbanangoyé Zita
- Daniel Cousin
- Éric Mouloungui
- Stéphane N'Guéma
- Emmanuel Agyemang-Badu
- Asamoah Gyan
- Mamadou Bah
- Naby Soumah
- Ibrahima Traoré
- Javier Balboa
- Kily
- Randy
- Bakaye Traoré
- Garra Dembélé
- Seydou Keita
- Younès Belhanda
- William N’Gounou
- Deme N’Diaye
- Dame N’Doye
- Moussa Sow
- Issam Jemâa
- Khaled Korbi
- Saber Khelifa
- Emmanuel Eboué
- Gervinho
- Salomon Kalou
- Wilfried Bony
- Yaya Touré
- James Chamanga
- Rainford Kalaba
- Stophira Sunzu

Gole samobójcze
- Bakary Koné (dla Wybrzeża Kości Słoniowej)